# Sony Xperia Z4 Tablet
Sony Xperia Z4 Tablet是索尼於2015年2月於西班牙巴塞羅那世界行動通訊大會發佈的平板電腦，搭載Snapdragon 810、3 GB RAM、32 GB ROM。此機種為索尼Xperia Z2 Tablet的後繼機種。

## 設計特點
Xperia Z4 Tablet的螢幕為10.1吋，具有130% sRGB、2560×1600的解析度，高達299 ppi，螢幕亮度比Xperia Z2 Tablet高40%｝。Xperia Z4 Tablet重389g(wifi)，厚度亦只有6.1mm，主打輕薄的外觀。擁有 IP65/IP68等級的防水及防塵功能，配備的無蓋式Micro-USB具有防水功能。
Xperia Z4 Tablet有一款專用藍牙鍵盤BKB50，可將Xperia Z4 Tablet插在上面，帶來筆記型電腦般的體驗。

## 配件

### 藍牙鍵盤BKB50
鍵盤以橡膠條固定Z4Tablet,會以NFC進行配對。鍵盤針對Android系統作出優化，鍵盤右下方有「Back」、「Home」、「Menu」鍵，亦有觸控板及快捷選單，方便用戶用鍵盤進行更多操作。

## 顏色
| 顏色 | 名稱 | 英語  | 備註         |
| ---- | ---- | ----- | ------------ |
|      | 黑色 | Black |              |
|      | 白色 | White | 正面亦為白色 |